# Бант (Нідерланди)
Бант (нід. Bant) — село в Нідерландах, у муніципалітеті Нордостполдер, провінція Флеволанд. Розташоване за 7 км на північ від центру муніципалітету, міста Еммелорд.

## Розташування
Село Бант розташоване біля автостради А6, яка з'єднує муніципалітет Нордостполдер з іншими муніципалітетами Флеволанда та провінцією Фрисландія. На проектних мапах видно, село мало розташовуватися трохи західніше сучасного положення, у місцевості, що називалася Наділ Тізінги (нід. Kavel Tiesingha), проте за невідомих причин село заснували на схід від запланованого місця.
Площа, підпорядкована селу Бант, становить 39,99 км², з яких забудовано лише 0,34 км², а 31,25 км² займають сільськогосподарські угіддя. Площа суходолу становить 39,14 км², водна поверхня — 0,85 км².

## Назва
Назва села походить від назви маєтку Bant або Bantega, що розташовувався північніше цієї місцевості, на території сучасного муніципалітету Лемстерланд. Топонім Bant за однією версією означає «місцевість, область» і зустрічається у багатьох інших топонімах, як-то Свіфтербант (у Флеволанді), Тейстербант (у Гелдерланді) чи Брабант. За іншою версією, топонім походить від слова bentgras, що означає траву, яка росте на вогких піщаних ґрунтах.

## Історія
Після Другої світової війни біля сучасного Банта був організований табір для полонених нацистів і колаборантів під назвою Kamp Westvaart. Табір був обнесений високим парканом, на кутах стояли чотири вишки з озброєною охороною. Він був розрахований на 400 ув'язнених та 100 осіб персоналу, перші в'язні з'явилися тут 16 травня 1947 року. На кінець 1947 року тут було вже 300 в'язнів, які працювали на різних підприємствах Нордостполдера. Командував табором колишній учасник нідерландського Руху Опору Ян Гуннінк (Jan Gunnink). За його ініціативи у таборі почали соціальний експеримент: ті в'язні, які підписували угоду з керівництвом табору про відмову від спротиву, могли вільно пересуватися територією табору. Станом на квітень 1947 року усі в'язні підписали таку угоду і отримали певну свободу, охорону табору зняли, а 1 грудня 1948 року табір припинив приймати нових політв'язнів.
У 1940-х роках, після створення польдеру Нордостполдер, на осушеній ділянці запланували побудувати 10 населених пунктів. З-поміж інших, у 1951 році заснували село Бант.
У 1998 році в Банті знімали деякі сцени з нідерландського дитячого фільму «Абелтьє, хлопчик-ліфтер, що літає» (нід. «Abeltje»).
У червні 2016 року Бант відсвяткував 65-річний ювілей.

## Транспорт
Через Бант, з півночі на південь пролягає автострада А6, яка у північному напрямку з'єднує село з провінцією Фрисландія, у південному — з адміністративним центром муніципалітету, містом Еммелорд, і далі з Лелістадом і Алмере. Бант лежить на перехресті регіональних автошляхів N715 і N718, перший з яких пролягає з заходу на схід, від Крейла до Люттелгеста, другий прямує на південь, до Еммелорда, паралельно автостраді А6.
У Банті, як і в інших населених пунктах Нордостполдера, немає залізничного сполучення. Найближчі залізничні станції розташовані у Кампені, Стенвейку та Лелістаді.
Громадський транспорт представлений автобусними маршрутами:
- № 315: Гронінген — Геренвен — Яуре — Леммер — Бант — Еммелорд[5]

№ 324: Гронінген — Драхтен — Геренвен — Яуре — Леммер — Бант — Еммелорд

## Установи та заклади
У Банті діють дві середні школи, школа водіїв, є парк, супермаркет і кілька закладів громадського харчування.

## Культура і спорт
У селі діє аматорський футбольний клуб «SC Bant», заснований у 1953 році.
Кожні п'ять років у селі проводиться фестиваль села Бант.

## Релігія

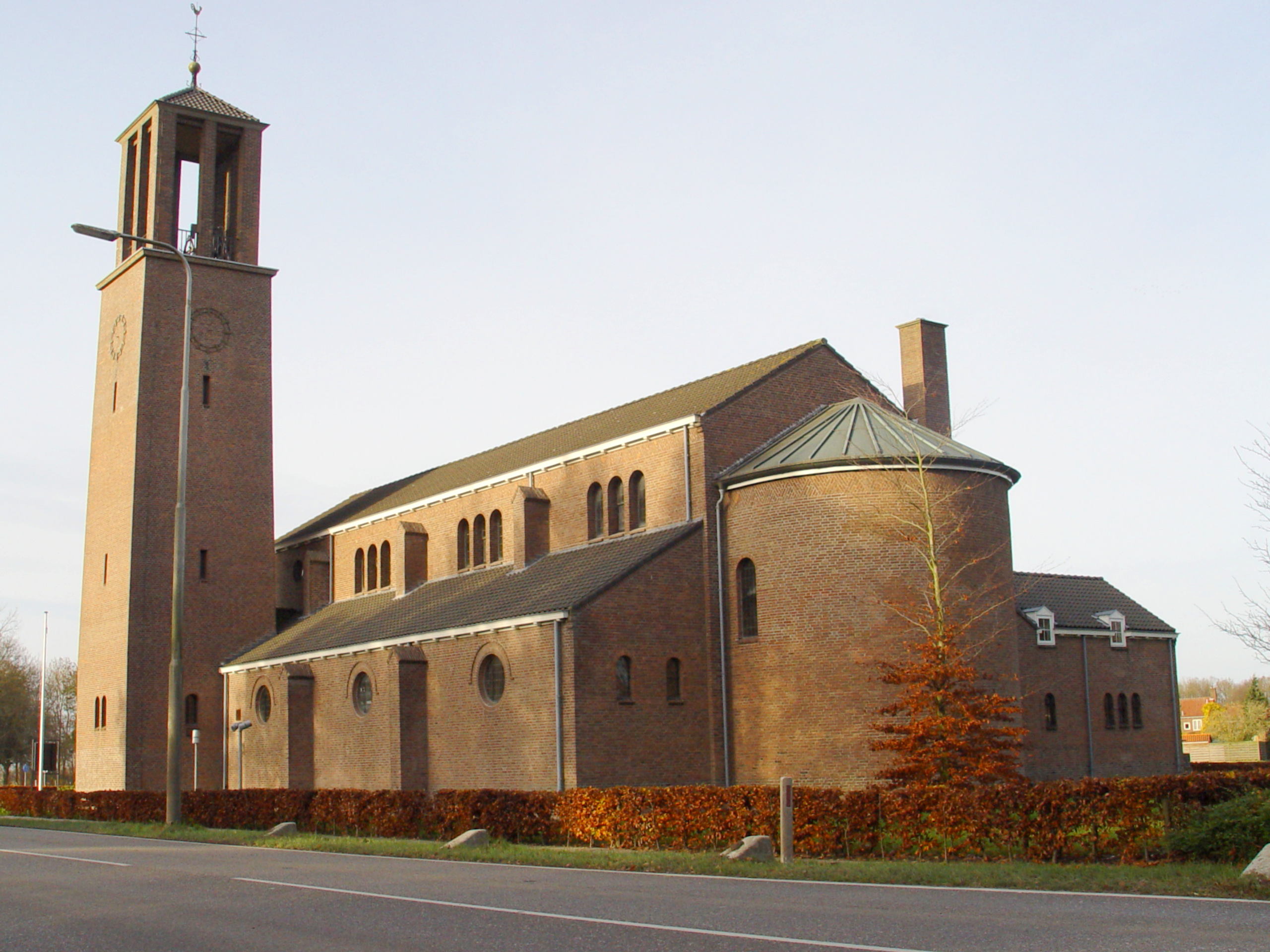
Церква Bantsiliek

У 1955 році у Банті за проектом архітектора Антоніуса Восмана-молодшого збудували католицьку церкву, яка отримала назву Bantsiliek, скорочення від слов «Бант» і «базиліка». Церкву присвятили святому Людгеру, спочатку вона входила до Утрехтської дієцезії, але пізніше відійшла до Гронінгенської дієцезії. Через те, що приріст населення у Банті не відповідав запланованим показникам, у 1991 році парафію об'єднали з парафією святого Миколая у Крейлі та парафією святого Серватія у Рюттені під спільною назвою «парафія Доброго Пастира» (нід. De Goede Herder). З часом кількість людей, що відвідували церкву, скоротилася настільки, що у 2001 році церкви у Банті та Крейлі закрили, передавши їх майно церкві у Рюттені.
Після 2001 року за ініціативою місцевої влади під назвою Samen op Weg (укр. «Разом у дорозі») приміщення колишньої церкви передали різним протестантським громадам, для проведення богослужінь і зборів вірян. Інтер'єр церкви, розділивши основний об'єм на власне приміщення для богослужіння та приймальню, і відкрили в оновленому вигляді 27 листопада 2004 року.
У 2009 році церква Bantsiliek брала участь у конкурсі на найкрасивішу церкву в Нідерландах, який проводила радіостанція NCRV. Хоча церква у Банті набрала більшість голосів, перемогу присудили церкві у місті Гюлст, адже виявилося, що один вебсайт закликав масово голосувати за церкву в Банті, що, на думку організаторів конкурсу, спотворило результат.

## Демографія
Станом на 2017 рік у Банті мешкало 1 370 осіб (700 чоловіків і 670 жінок) у 530 домогосподарствах. З усього населення 90 осіб мали іноземне походження.

## Відомі уродженці
- Боб Кребас (нар. 1951) — нідерландський підприємець.
- Берт Гейсбертс (нар. 1953) — нідерландський політик і підприємець.